# Beautiful Men
Beautiful Men é um curta-metragem de animação belga-francês-holandês de 2023 escrito e dirigido por Nicolas Keppens. Em 23 de janeiro de 2025, o filme foi indicado ao 97º Oscar na categoria melhor curta-metragem de animação.

## Enredo
Três irmãos viajam para a Turquia em vista de seus transplantes capilares. O filme revela as inseguranças e dinâmicas dos irmãos conforme o dia do transplante se aproxima, colocando à prova sua própria irmandade.

## Lançamento
Desde seu lançamento, o filme foi selecionado em vários festivais ao redor do mundo:
| Ano  | Festivais                                    | Prêmio/Categoria                          | Resultado |
| ---- | -------------------------------------------- | ----------------------------------------- | --------- |
| 2024 | Festival de Cinema de Animação de Annecy     | Alexeïeff – Parker Award                  | Venceu    |
| 2024 | Festival Internacional de Animação de Ottawa | Melhor Narrativa                          | Venceu    |
| 2024 | Animation Is Film Festival                   | Award Winning Short Films                 | Indicado  |
| 2024 | Festival Internacional de Cinema de Hamptons | Menção Especial de Melhor Narrativa Curta | Venceu    |
| 2024 | Festival Anima Bruxelas                      | Competição Nacional de Curtas-Metragens   | Indicado  |

## Elogios
O filme de animação de 19 minutos sobre fraternidade e inseguranças foi exibido e premiado em vários festivais internacionais de cinema, incluindo o Annecy International Animation Film Festival, o Ottawa International Animation Festival e o Animation Is Film Festival em Los Angeles. Foi indicado para a categoria de melhor curta-metragem de animação no Oscar 2025.